# Cleebronn
Cleebronn (tiếng Đức: [kleːˈbʁɔn] ⓘ) là một thị xã nằm trong huyện Heilbronn thuộc bang Baden-Württemberg, miền nam nước Đức. Đô thị này có diện tích 17,09 km², dân số thời điểm 31 tháng 12 năm 2020 là 3110 người.

## Thư viện ảnh

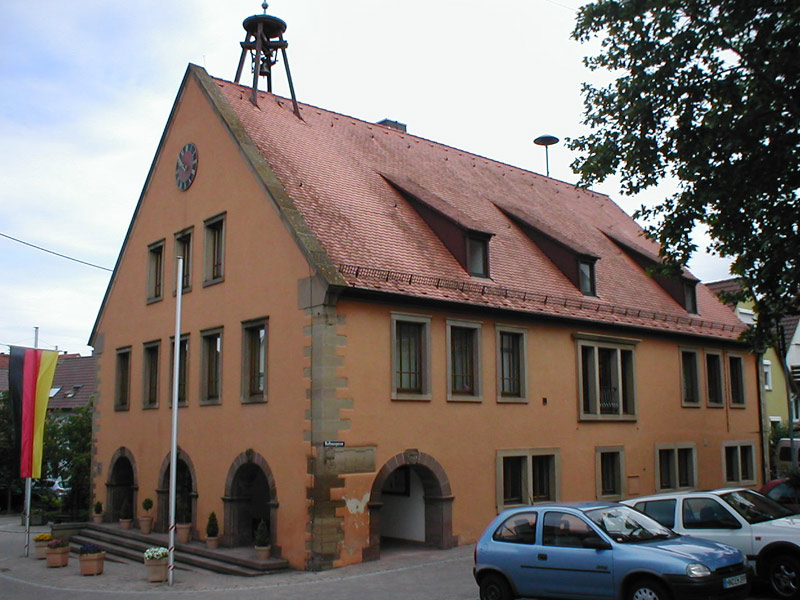
Tòa thị chính
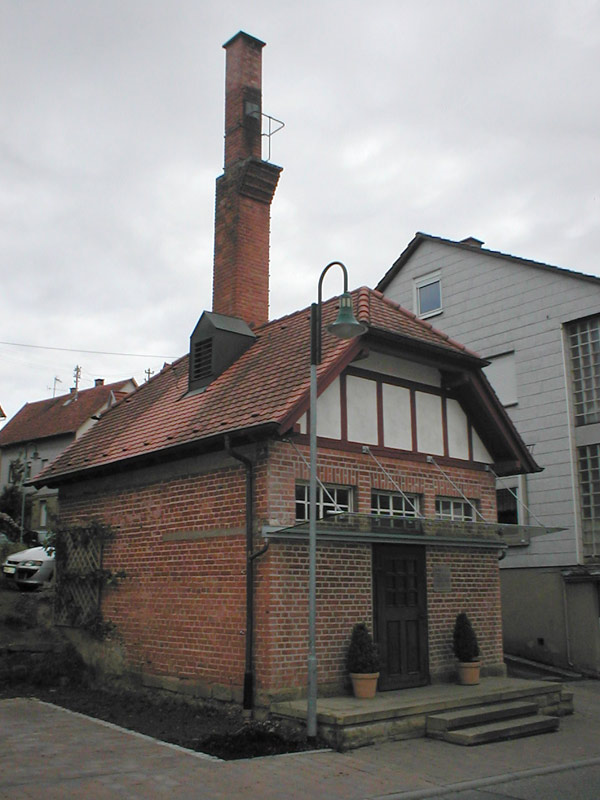
Backhaus từ năm 1930
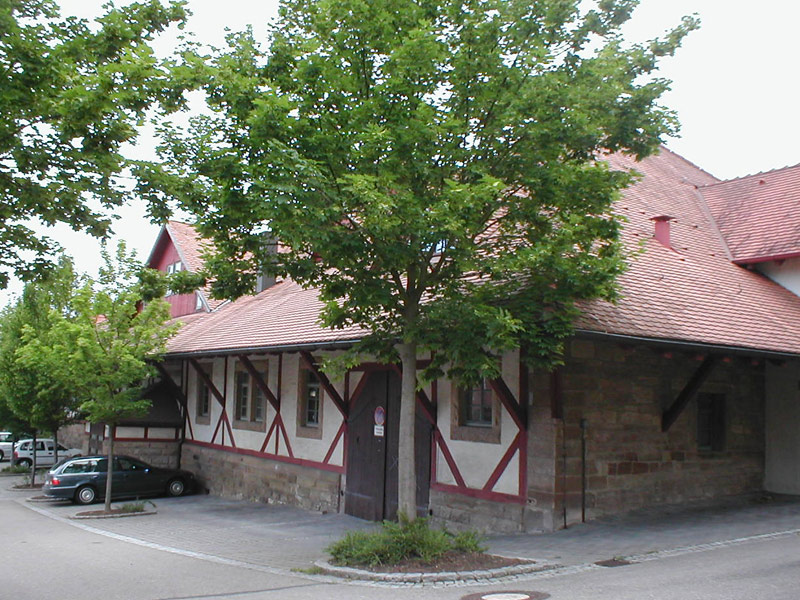
Xưởng ép rượu từ năm 1907
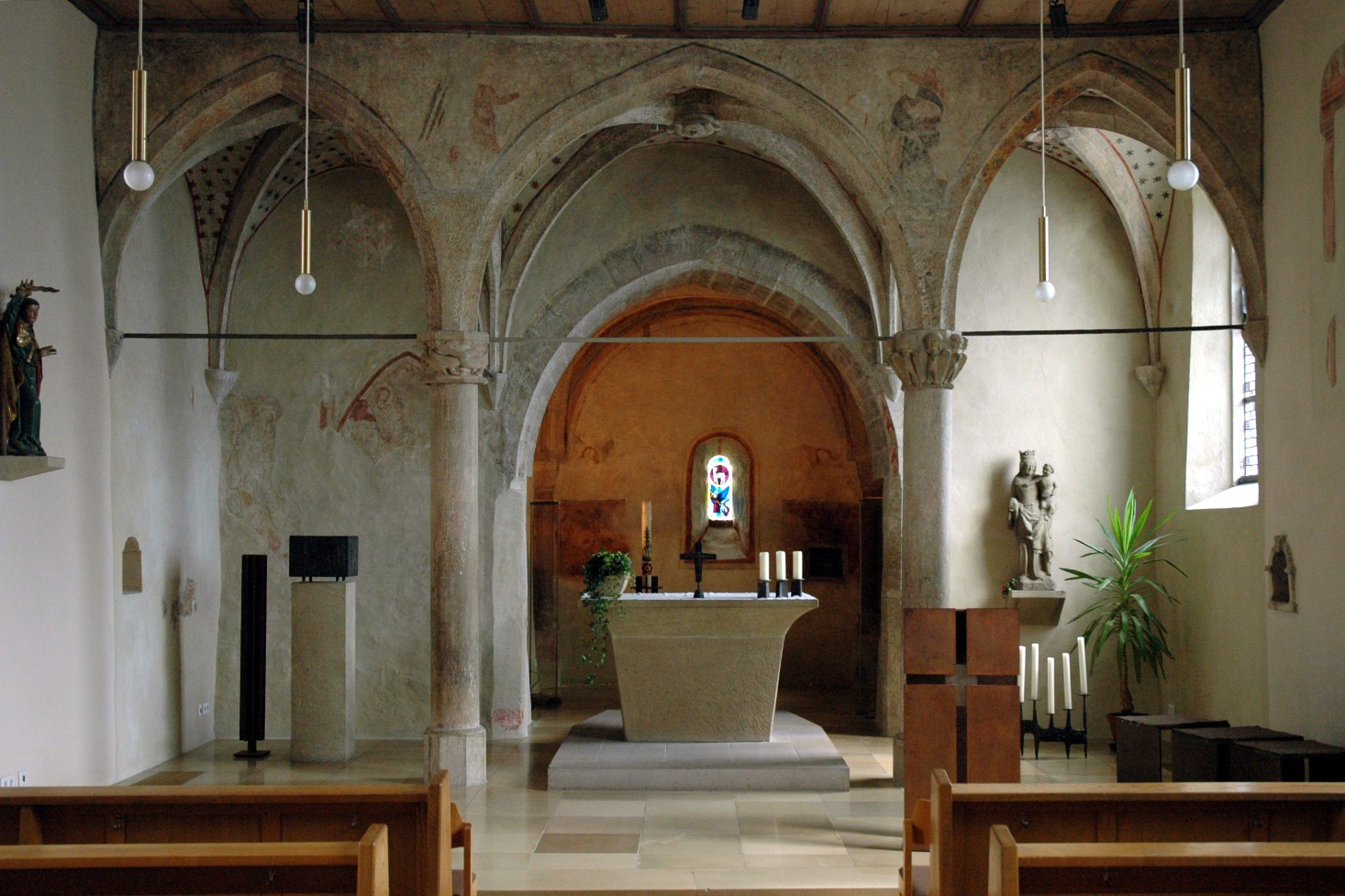
Bên trong Michaelskirche